# René Bünter

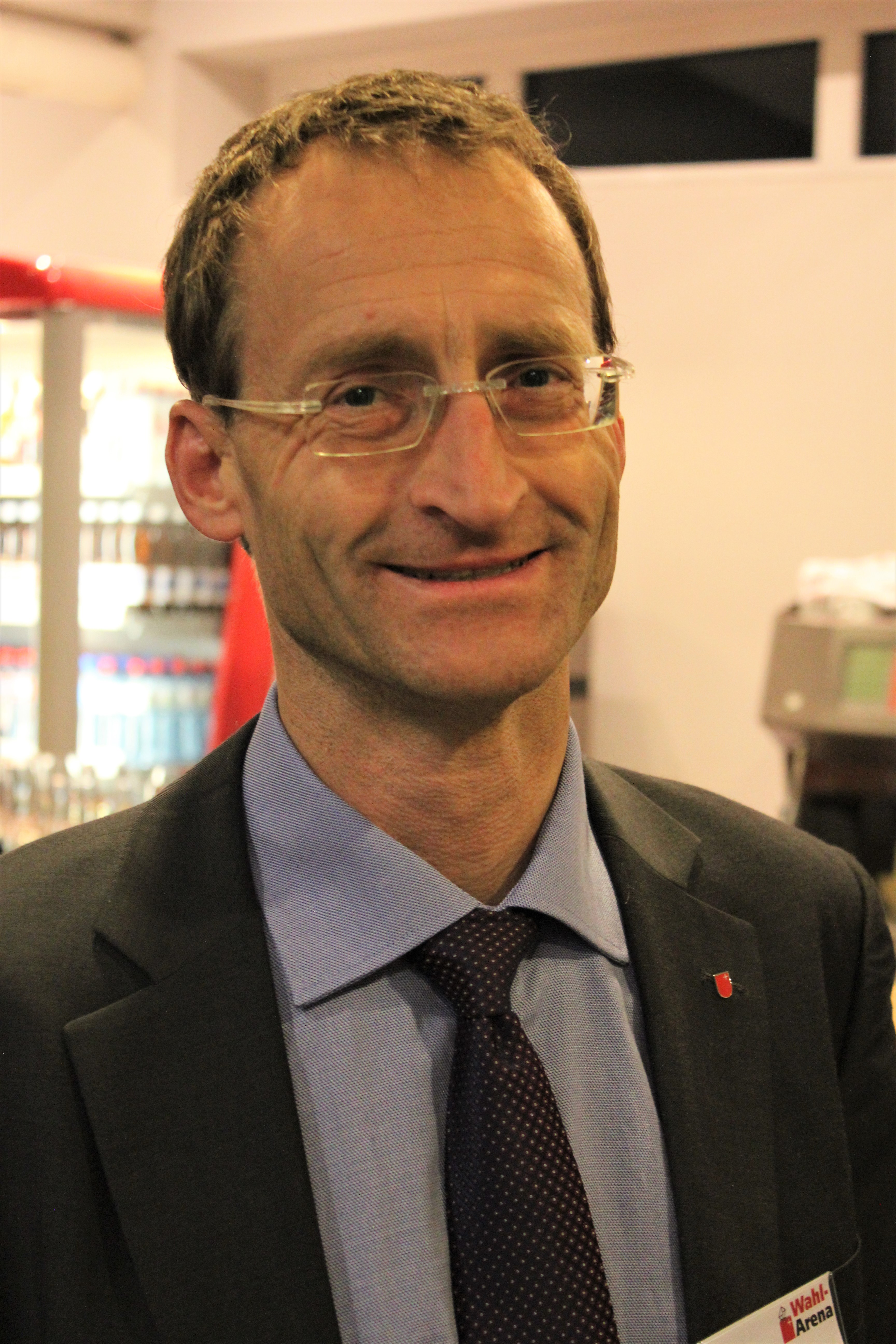
René Bünter (2016)

René Bünter (* 21. Mai 1969) ist ein Schweizer Politiker (SVP).

## Biografie
René Bünter ist in Lachen aufgewachsen, wo er heute noch lebt. Er ist diplomierter Agronom der ETH Zürich. Er war als Leiter des landwirtschaftlichen Beratungsdienstes im Kanton Zürich tätig. Von 1998 bis 2000 und ab 2008 gehörte er dem Kantonsrat an. Er galt als kompromissloser Kritiker der Finanzpolitik des Regierungsrats.
Am 20. März 2016 wurde er in den Regierungsrat des Kantons Schwyz gewählt. Vom  1. Juli 2016 bis zum 30. Juni 2020 war er Vorsteher des Umweltdepartements. Auch im neuen Amt vertrat eine kritische Meinung gegenüber dem Regierungsrat. Bei der Gesamterneuerungswahl 2020 trat Bünter nicht mehr an.